# La voce di Chadia
La voce di Chadia è un singolo della rapper italiana Chadia Rodríguez, pubblicato il 31 gennaio 2020.

## Descrizione
Il brano è fortemente ispirato alla serie televisiva Netflix, Narcos.

## Tracce
1. La voce di Chadia – 2:39